# Sediul Romtelecom din Bistrița
Clădirea Poștei (în prezent sediul Romtelecom) este un monument de arhitectură din Bistrița.

## Istoric
Clădirea a fost construită din cărămidă pe fundație de piatră, în stil neoclasic, în anul 1893. Este prevăzută cu demisol, parter și etaj.
Inițial, imobilul a fost sediul Administrației Financiare și Poștei. Din 1908, clădirea a fost închiriată, devenind Oficiul P.T.T. până în anul 1930, când a fost cumpărată de statul român, prin Regia Autonomă P.T.T. din București, pentru suma de 3.645.000 lei.
Imobilul a funcționat ca Oficiu P.T.T. și sediu al Direcției Județene de Poștă și Telecomunicații până la data de 4 decembrie 1991, când, în baza Hotărârii de Guvern din 1 iulie 1991, a fost trecut în patrimoniul companiei Romtelecom S.A.

## Imagini

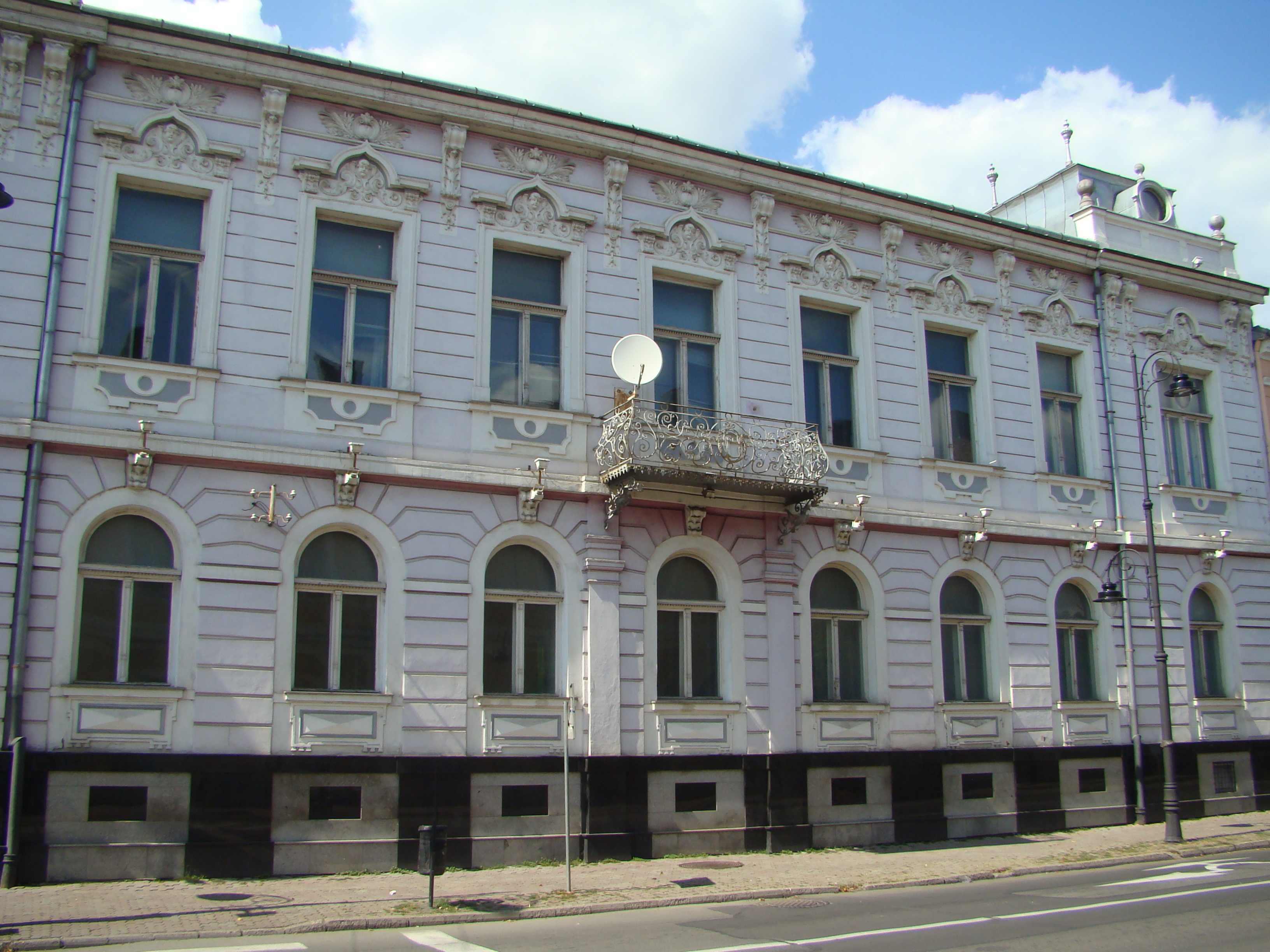